# 서브지구
서브지구(sub-Earth)는 지구와 금성보다 질량이 확연하게 작은 행성이다. 태양계에서 이에 해당하는 천체로는 수성과 화성이 있다. 서브지구는 외계행성 중에서도 발견하기가 가장 까다로운 천체인데 이는 질량과 크기가 작아 아주 작은 크기의 신호만을 만들어내므로 이를 포착하기가 어렵기 때문이다. 하지만 의외로 최초로 발견된 외계행성은 서브지구로 밀리초 펄사 PSR B1257+12를 돌고 있다.
케플러 우주선의 발사로 서브지구를 찾아내는 분야에 새로운 장이 열렸다. 2012년 1월 10일 케플러 우주선은 평범한 별 케플러-42를 도는 서브지구 셋을 발견했다. 케플러는 2014년 6월까지 지구보다 작은 것으로 검증된 행성 45개를 추려냈는데 그 중 17개는 질량이 지구의 80% 미만이었다. 검증되지는 않았으나 후보군에 속한 천체로는 총 310개가 이름을 올렸고 이 중 135개는 반지름이 지구의 80 퍼센트 미만이었다.
보통 서브지구는 질량이 작아 중력과 자기장의 힘 모두 빈약하기 때문에 항성의 복사에너지에 대기를 쉽게 잃어버릴 것이다.